# Boss (serie televisiva 2009)
Boss è un dorama stagionale suddiviso in 2 stagioni, prodotto e mandato in onda da Fuji TV tra il 2009 e il 2011. Vede un gruppo di investigatori, il cui capo divisione è una donna, alle prese con crimini efferati.

## Prima stagione

### Cast
- Yūki Amami - Osawa Eriko
- Yutaka Takenouchi - Nodate Shinjiro
- Tetsuji Tamayama - Katagiri Takuma
- Erika Toda - Kimoto Mami
- Junpei Mizobata - Hanagata Ippei
- Michiko Kichise - Narahashi Reiko
- Kendo Kobayashi - Iwai Zenji
- Yōichi Nukumizu - Yamamura Keisuke
- Sansei Shiomi - Onoda Tadashi
- Hiroki Hasegawa - Kawano Akio
- HILUMA - Mori Masao
- Ken Mitsuishi - Tanba Hirohisa
- Kaxuyuki Aijima - Yada Kenzo
- Totomi Maruyama - Ikegami Hiroshi

### Star ospiti
- Tetsuya Takeda - Nogaki Taizo (ep1,11)
- Yasuhi Nakamura - Kojima Fumihiko (ep1)
- Rie Minemura - Noguchi Yoko (ep1)
- Reki Amada (ep1,2)
- Yosuke Asari - Fujiwara Masaru (ep2)
- Hironobu Nomura - Inoue Kosuke (ep2)
- Wakana Sakai - Higuchi Yukari (ep3)
- Yuta Kanai - Kaneda Toshihiko (ep3)
- Minoru Nanaeda - Mikami Hiroaki (ep3)
- Aki Kawamura - Sato Miwa (ep3)
- Yuri Nakamura - Komiya Naomi (ep3)
- Takayuki Yamada - Tajima Shingo (ep4-5)
- Naoki Sakata - Kubo Naoya (ep4-5)
- Ryōsuke Miura - Takeda Hiroyuki (ep4-5)
- Yasuharu Miyahira - Tokudaiji Yuto (ep4-5)
- Atsumi Kanno - Ono Shigeru (ep4-5)
- Ryona Shiraishi - Egawa Tsugiharu (ep4-5)
- Katsuyuki Yamazaki - Egawa Yuki (ep4-5)
- Isao Nonaka - police station employee (ep5)
- Takaya Sakoda - police station employee (ep5)
- Emi Tanaka - a police officer (ep5)
- Zenchu Mitsui - a chef (ep5)
- Mirai Shida - Ishihara Yuki (ep6)
- Nako Mizusawa - Saori (ep6)
- Satoshi Matsuda - Masuoka Tsuyoshi (ep6)
- Mayuko Nishiyama - Ninomiya Natsuko (ep6)
- Yasuko Tomita - Takamine Hitomi (ep7)
- Seiji Hino - Yasuda Hirofumi (ep7)
- Mantaro Koichi - Togo Hidenori (ep7)
- Rika Sato - se stessa (ep7)
- Rei Okamoto - se stessa (ep7)
- Akira Kawashima - se stesso (ep7)
- Hiroshi Tamura - se stesso (ep7)
- Manami Konishi - Nishiyama Nanami (ep8)
- Shunsaku Kudo - Tanimoto Takashi (ep8)
- Jun Eto - Koba Osamu (ep8)
- Kenji Matsuda - Muto Akira (ep8)
- Katsuhisa Namase - Nishina Wataru (ep9)
- Mitsuki Koga - Nishina Keisuke (ep9)
- Kenji Harada - Kashiwabara Naoto (ep9)
- Hiroshi Uematsu - Kashiwabara Hideo (ep9)
- Hiroyuki Onoue - Masuda Kiyoshi (ep9)
- Yusuke Sato - Naito Masafumi (ep9)
- Yasuo Goto - Machida Takashi (ep9)
- Takashi Sorimachi - Takakura Ryuhei (ep10-11)
- Masahiko Tsugawa - Oyama Genzo (ep10-11)
- Yūma Ishigaki - Ikegami Kengo (ep10-11)
- Yasuto Kosuda - Suzuki (ep10-11)
- Yu Kamio - Sayama (ep10-11)

### Sigla
- Apertura: Alright!! dei superfly
- Chiusura: My Best Of My Life dei superfly

## Seconda stagione

### Cast
- Yūki Amami - Osawa Eriko
- Yutaka Takenouchi - Nodate Shinjiro
- Tetsuji Tamayama - Katagiri Takuma
- Kyōko Hasegawa - Tadokoro Sachiko
- Junpei Mizobata - Hanagata Ippei
- Kendo Kobayashi - Iwai Zenji
- Youichi Nukumizu - Yamamura Keisuke
- Riko Narumi - Kurohara Rika
- Ken Mitsuishi - Tanba Hirohisa
- Nao Ōmori - Morioka Hiroshi (ep1-2,10-11)
- Toshiyuki Nishida - Kurohara Kenzo (ep1-2,10-11)
- Erika Toda - Kimoto Mami (ep1-2,9-11)
- Haruka Kinami - Fujimori Kaede (ep5,7-10)

### Star ospiti
- Michiko Kichise - Narahashi Reiko (ep1)
- Kazuyuki Aijima - Yada Kenzo (ep1,7)
- Takashi Kodama (ep1)
- Yumiko Shaku - Numata Yoshimi (ep1-2)
- Koji Yamamoto - Sagami Koichi (ep3)
- Naho Toda - Yamaji Satoko (ep3)
- Toru Nomaguchi - Kobori Keikai (ep3)
- Tsuyoshi Muro - Noguchi Takeo (ep3)
- Sachiko Nakagome - Hiroko (ep3)
- Ikko Furuya - Kuroki Taihei (ep4)
- Kaori Shima - Onoe Yaeko (ep4)
- Takamasa Suga - Oda (ep4)
- Yuki Matsushita - Yamamoto Kanae (ep5)
- 2PM - se stessi (ep6)
- Ryō Kimura - Kawamura Makoto (ep6)
- Ko Takasugi - Aihara Masaki (ep6)
- Kei Tanaka - Kogure Masao (ep7)
- Shōsuke Tanihara - Ishikawa Futoshi (ep8)
- Naoto Takenaka - Yoshino Junichiro (ep8)
- Kenji Sakaguchi - Masaki Shogo (ep9)
- Koko Mori - Sawamura Manami (ep9)
- Daisuke Ryu - Shiota Kazushi (ep9)
- Tokuma Nishioka - Fujimori Toshio (ep10)
- Issei Takubo - Kuwabara Takeo (ep10)
- Misato Tate - lady jogging (ep10)
- Go Wakabayashi - Takeoka Hiroto (ep11)
- Satoshi Jinbo - Nishigori Juotto (ep11)
- Masahiko Tsugawa - Inoue Kizaburo di Rikon Bengoshi (ep11)

### Sigle
- Apertura: Alright! dei superfly
- Chiusura: Rollin' Days dei superfly